# Qui a tué Agnès Sorel ?
 (novembre 2024).
Si vous disposez d'ouvrages ou d'articles de référence ou si vous connaissez des sites web de qualité traitant du thème abordé ici, merci de compléter l'article en donnant les références utiles à sa vérifiabilité et en les liant à la section « Notes et références ».
Qui a tué Agnès Sorel ? est un roman policier historique français de Luc Porter et Henri Bontemps, paru aux éditions Pavillon noir en 2010.
C'est une enquête policière menée 550 ans après les faits, qui débouche sur l'une des hypothèses, et tient compte des travaux de l'équipe du docteur Philippe Charlier, qui avait conclu à l'empoisonnement au mercure. La préface est du même docteur Charlier.
Une double lecture est proposée : soit comme un roman policier historique « classique », soit comme une énigme historique. La plupart des personnages ont réellement existé.